# Habent sua fata libelli
A expressão em língua latina habent sua fata libelli é parte do verso 1286 da obra De litteris syllabis pedibus et metris, composta pelo escritor romano Terenciano Mauro (floruit século II), conhecido como gramático e teórico da métrica. 
O verso original é Pro captu lectoris habent sua fata libelli (tradução literal para a língua portuguesa, "os escritos têm seu destino de acordo com a capacidade do leitor"). No entanto, é geralmente citado apenas em parte (...habent sua fata libelli.) e traduzido (com sentido diverso do original) como "os livros têm seu próprio destino", o que tem servido a interpretações como "cada livro é predestinado a ter maior ou menor sorte, independentemente do seu mérito intrínseco" ou  "todo livro é, mais cedo ou mais tarde, fadado ao esquecimento".